# Нортамо
Нортамо (псевдонім, справжнє ім'я і прізвище — Франс Г'ялмар Нордлінг, фін. Hj Nortamo 13 червня 1860, Раума, Велике князівство Фінляндське, Російська імперія — 30 листопада 1931, Пори, Фінляндія) — фінський письменник         , поет, один з кращих гумористів у фінській літературі початку XX століття. Лікар. 

## Життєпис

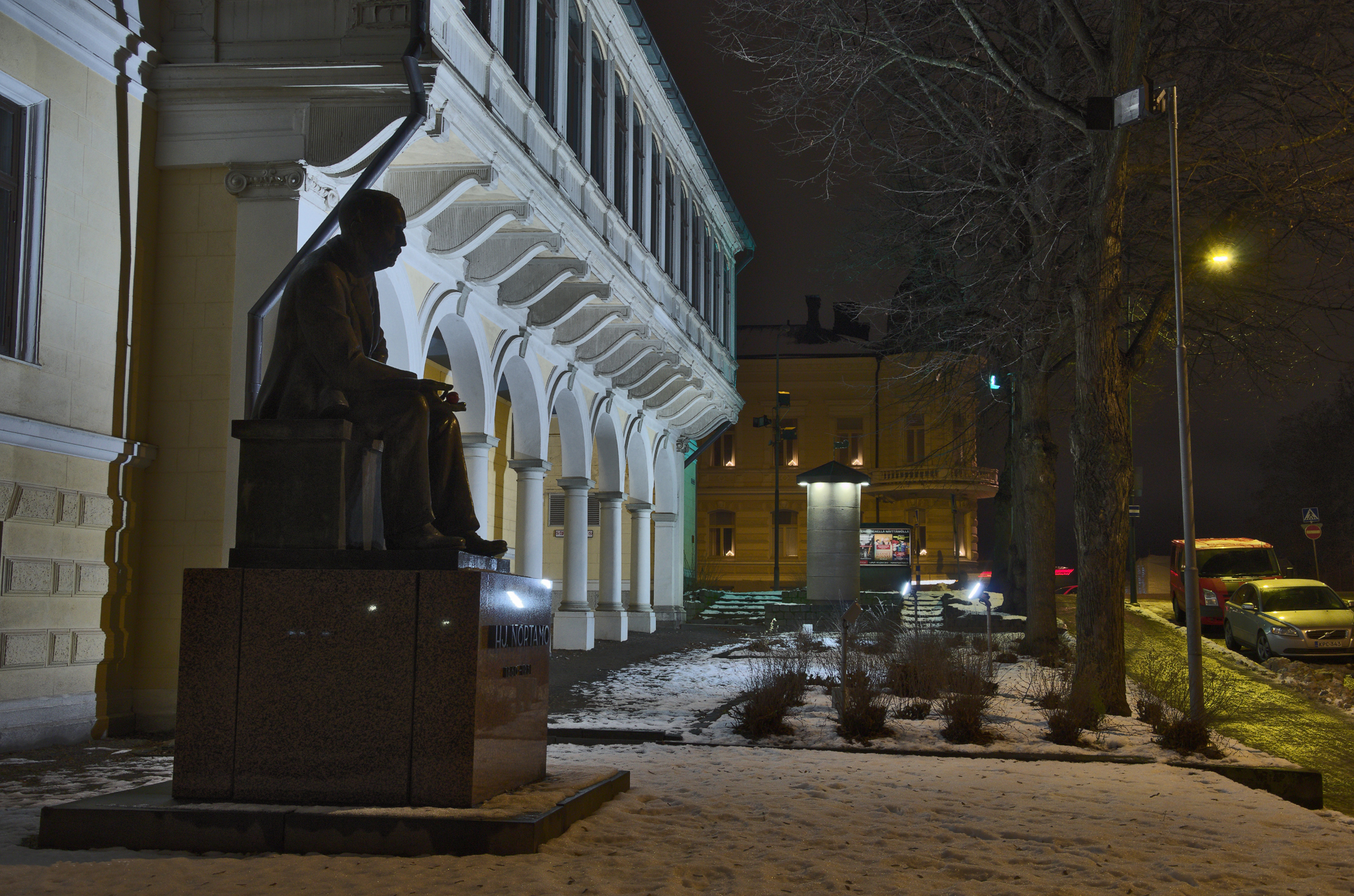
Пам'ятник Нортамо в Порі

Закінчив Гельсінський університет. Працював міським лікарем в Раума з 1889 по 1900 і в Порі з 1903 по 1930. 
Нортамо — один з кращих гумористів в фінської літератури початку XX століття. Збірки його новел характеризуються вмілим використанням місцевого діалекту, змальовуючи життя різних соціальних кіл маленького приморського містечка і села: «Я і Вілкк Тасала і Ійро Хаккрі» («Mnää ja Tasala Wilkk ja Hakkri Iiro», 1906), «Нові розповіді про Раума» ( «Uussi raumlaissi jaarituksi», 1912), «Морські вовки і земні кроти» («Meripurakoj ja maamyyri», 1925). Найбільш відомий своєю серією оповідань «Raumlaissi jaarituksi» («Пряжа з Раума»), виданої в 1920 році. Ця збірка була написана на діалекті Раума, і розглядається як перший текст, написаний цим діалектом, в якому можна знайти окремі запозичення з естонської, французької та ін. мов. 
Розповіді Нортамо оптимістичні, пройняті любов'ю до простої людини. Роман «Закладка для книги, прикрашена намистом» («Helmikoristeinen kirjanmerkki», 1923)  — автобіографічного характеру. 
У віршах автор часто наслідує народні пісні, оспівує бездумне ставлення до життя (збірка «Співак» — «Laulajapoika», 1933). 
Роботи Нортамо зіграли велику роль в збереженні знань про діалект Раума для нинішніх поколінь. 
Депутат парламенту Фінляндії (1910 — 1911). 

## Пам'ять
- В Порі перед міським театром встановлено пам'ятник Нортамо.
- У Фінляндії заснована літературна премія його імені.

## Вибрані твори
- Kootut teokset, osa 1-2, Porvoo, 1929;
- Umme ja pimjä, Porvoo, 1930;
- Valtamerillä, Porvoo, 1930.
- Raumlaissi jaarituksi ISBN 951-0-17820-9, ISBN 951-0-07192-7, ISBN 951-0-07281-8